# Edina (Missouri)
Edina – miasto w Stanach Zjednoczonych, w stanie Missouri, siedziba administracyjna hrabstwa Knox.